# سترویتیتسه
سترویتیتسه (به لاتین: Strojetice) یک منطقهٔ مسکونی در جمهوری چک است که در ناحیه بنشوو واقع شده‌است.